# Miño (A Coruña)
Miño ist eine spanische Gemeinde in der Autonomen Gemeinschaft Galicien. Miño ist auch eine Stadt und eine Parroquia sowie der Verwaltungssitz der gleichnamigen Gemeinde. Die 6.946 Einwohner (Stand: 2024), leben auf einer Fläche von 32,97 km², rund 30 km von der Provinzhauptstadt A Coruña entfernt.

## Bevölkerungsentwicklung der Gemeinde
Legende: Castro___Miño

Quelle: INE-Archiv – grafische Aufarbeitung für Wikipedia

## Gemeindegliederung
Die Gemeinde Miño ist in acht Parroquias gegliedert:
| Parroquias | Patrozinium  | Einwohner 2024 | Fläche km² | Dichte Einw./km² | Höhe msnm | Ortskennzahl |
| ---------- | ------------ | -------------- | ---------- | ---------------- | --------- | ------------ |
| Bemantes   | San Tomé     | 562            | 5,01       | 112              | 182       | 15048010000  |
| Callobre   | San Xoán     | 228            | 5,40       | 42               | 206       | 15048020000  |
| Carantoña  | San Xulián   | 143            | 3,78       | 38               | 113       | 15048030000  |
| Castro     | Santa María  | 423            | 3,87       | 109              | 132       | 15048040000  |
| Leiro      | San Salvador | 205            | 2,49       | 82               | 60        | 15048050000  |
| Miño       | Santa María  | 3.166          | 4,30       | 736              | 23        | 15048060000  |
| Perbes     | San Pedro    | 649            | 3,98       | 163              | 20        | 15048070000  |
| Vilanova   | San Xoán     | 447            | 3,76       | 119              | 93        | 15048080000  |

## Wirtschaft
| Ackerbau, Viehzucht und Fischerei                                                  | 062   | 02,14  |
| Industrie                                                                          | 0329  | 011,37 |
| Bauwirtschaft                                                                      | 0261  | 09,02  |
| Dienstleistungsbetriebe                                                            | 2.241 | 077,46 |
| Total                                                                              | 2.893 | 100,00 |
| * Daten aus dem Statistischen Amt für Wirtschaftliche Entwicklung in Galicien, IGE |       |        |

## Sehenswürdigkeiten
- Pfarrkirchen der Parroquias bieten einen Einblick in die religiöse Architektur der Region
- zahlreiche Wanderwege, von denen die Ruta de los Molinos die bekannteste ist
- Biosphärenreservat